# Leptogenys erythraea
Leptogenys erythraea é uma espécie de formiga do gênero Leptogenys, pertencente à subfamília Ponerinae.